# نشر الخسف

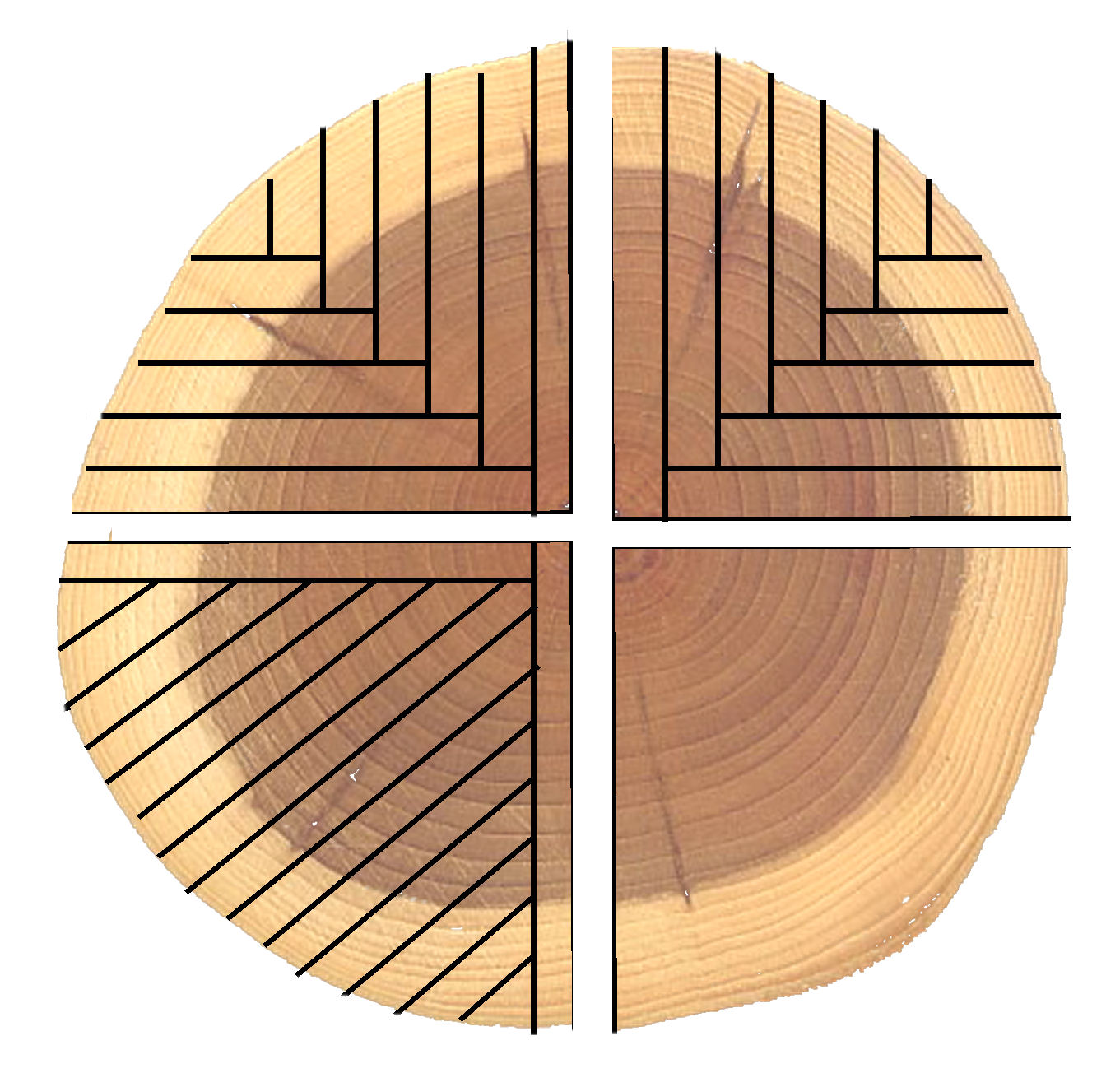
أرباع النشر: طريقة بسيطة وأكثر تكلفة

نشر الخسف هو عملية نجارة تهدف إلى إنتاج خشب أقل عرضة للتشويه من الخشب المنشور المسطح. يمكن إجراء النشر المتصدع بدقة على طول شعاع السجل - عموديًا على اتجاه حلقة النمو الحلقي أو الحبوب الخشبية - أو كجزء من عملية النشر الربعي.